# Mindray
Shenzhen Mindray Bio-Medical Electronics Company Limited или Mindray — китайский разработчик и производитель медицинского оборудования и реактивов. Входит в число крупнейших публичных компаний страны (в 2023 году занял 1030-е место в рейтинге Forbes Global 2000). Штаб-квартира расположена в городе Шэньчжэнь (провинция Гуандун). Компанию контролируют миллиардеры Ли Ситин и Сюй Хан, которые входят в число богатейших людей Китая.

## История
Mindray была основана в 1991 году в Шэньчжэне бывшими сотрудниками компании Anke, в том числе Ли Ситином, Сюй Ханом и Чэном Минхэ. В 1993 году Mindray выпустила свой первый монитор пациента, в 1997 году получила инвестиции от Walden International, в 2000 году выпустила первый гематологический анализатор, в 2002 году — первую цифровую ультразвуковую систему. В 2003 году штаб-квартира Mindray переехала в Парк высоких технологий в районе Наньшань (Шэньчжэнь), в 2004 году компания выпустила свой первый химический анализатор и открыла исследовательский центр в Пекине.
В 2006 году Mindray выпустила свою первую цветную ультразвуковую систему и вышла на Нью-Йоркскую фондовую биржу (в марте 2016 года была снята с листинга), в 2007 году открыла исследовательский центр в Нанкине. В 2008 году Mindray приобрела у Datascope Corporation американское подразделение оборудования для мониторинга пациентов, в 2009 году начала выпускать наборы реактивов для биохимического анализа на холестерин и двухфазные дефибрилляторы с монитором.
В 2010 году Mindray провела ребрендинг и представила новый логотип, в 2011 году переехала в новую штаб-квартиру и открыла исследовательские центры в Сиане и Чэнду, в 2013 году приобрела американскую компанию по разработке технологий визуализации Zonare, а также произвела свою первую анестезиологическую станцию и первую систему иммунологического анализа. 
В октябре 2018 года Mindray была зарегистрирована на Шэньчжэньской фондовой бирже, в 2019 году начала производить светодиодные хирургические светильники, в 2020 году открыла исследовательский центр в городе Ухань, в 2021 году приобрела компанию HyTest (Турку) — крупного европейского производителя материалов для диагностических тестов. В декабре 2023 года Mindray завершила приобретение 75 % акций немецкой компании DiaSys Diagnostic Systems.

## Деятельность
По состоянию на 2022 год Mindray Bio-Medical Electronics являлся крупнейшим китайским производителем медицинского оборудования. Mindray разрабатывает оборудование для мониторинга, интенсивной терапии, диагностики in vitro и медицинской визуализации. Основными клиентами Mindray являются лаборатории, клиники и больницы.
По итогам 2022 года основные продажи Mindray пришлись на продукты жизненной информации и поддержки (44,1 %), продукты диагностики in vitro (33,8 %) и продукты медицинской визуализации (21,3 %). Основными рынками сбыта компании были Китай (61,5 %), Северная Америка (8,1 %), Азиатско-Тихоокеанский регион (7,5 %), Латинская Америка (6,9 %) и Европа (6,6 %).
12 научно-исследовательских центров Mindray расположены в Китае (Шэньчжэнь, Ханчжоу, Нанкин, Пекин, Сиань, Ухань, Чэнду), США (Кремниевая долина, Сиэтл, Нью-Джерси) и Западной Европе; в них занято более 4,3 тыс. сотрудников.  

### Продукция

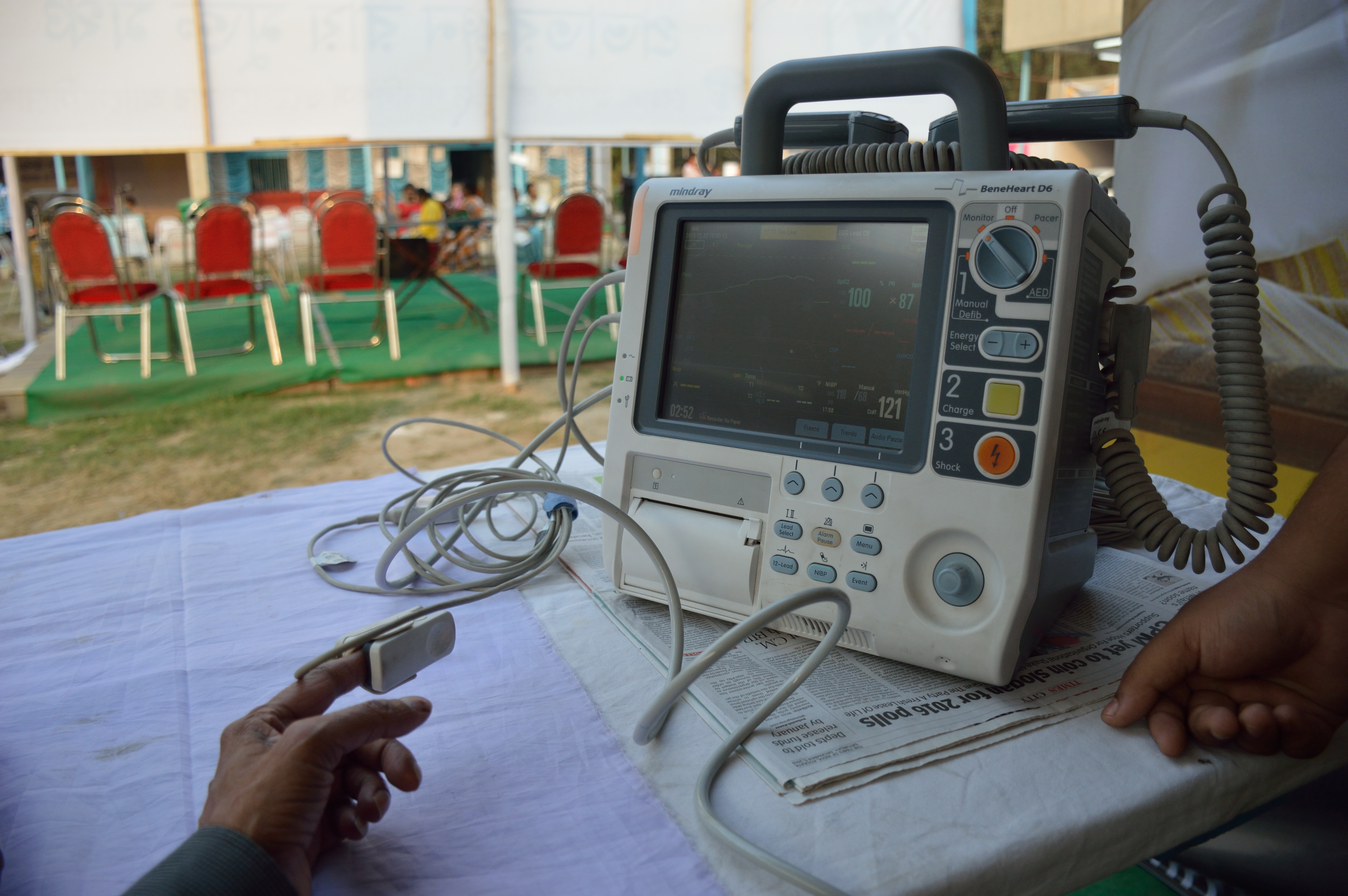
Двухфазный дефибриллятор с монитором

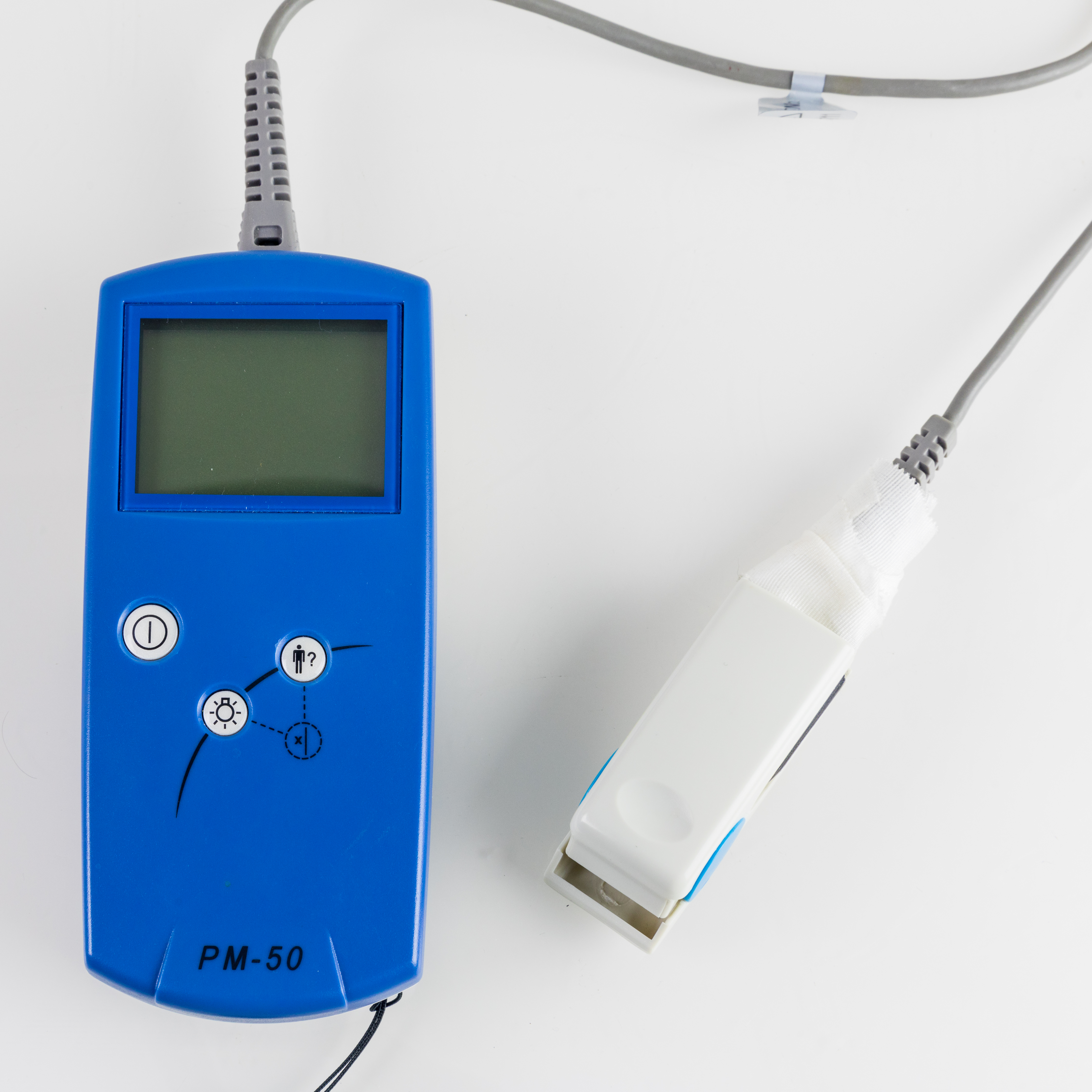
Пульсоксиметр

- Оборудование для мониторинга пациентов (стационарные и мобильные мониторы, гемодинамические приложения, аппаратура для снятия показателей жизненно важных функций, в том числе измерительные датчики и мобильные сканеры).
- Ультразвуковое оборудование (аппараты для наблюдения во время беременности, аппараты для исследования сердечно-сосудистой системы и печени, диагностические аппараты для первой медицинской помощи).
- Радиологическое оборудование (в том числе цифровое и мобильное оборудование для рентгенографии).
- Автоматические внешние дефибрилляторы.
- Оборудование для внутривенной и ингаляционной анестезии (включая мониторы, насосы, аппараты струйной вентиляции).
- Гематологическое оборудование (цифровые линии клеточного анализа, гематологические реагенты и калибраторы).
- Оборудование для иммунологического и биохимического анализа.
- Инфузионные системы.
- Системы искусственной вентиляции легких.
- Системы электрокардиографии.
- Эндоскопы и лапароскопические инструменты.
- Медицинские системы освещения, в том числе для хирургии.
- Больничные койки, операционные столы и кресла.
- Ортопедические изделия (системы фиксации, винты, пластины, искусственные суставы и кости, инструменты и медицинские дрели).
- Ветеринарное оборудование.

## Акционеры
Крупнейшими акционерами Mindray являются основатели компании Ли Ситин (26,98 %), Сюй Хан (24,49 %) и Чэн Минхэ (4,24 %); среди других акционеров — Invesco Great Wall Fund Management (1,85 %), Ruilong Consulting Service (1,15 %), Ruifu Management Consulting (1,14 %) и Zhong Ou Asset Management (1,11 %).